# Tetiana Czerep-Perohanycz
Tetiana Pawliwna Czerep-Perohanycz (ukr. Тетяна Павлівна Череп-Пероганич; ur. 18 listopada 1974 w Starej Basani) – ukraińska poetka, prozaiczka i dramaturg, dziennikarka, tłumaczka.

## Życiorys
Uczyła się w szkole średniej w Starej Basani. Ukończyła studia w Instytucie Dziennikarstwa Kijowskiego Uniwersytetu Narodowego im. Tarasa Szewczenki w 1999 roku, specjalność: dziennikarstwo.
Należy do Narodowego Związku Lokalnych Historyków Ukrainy od 2012 roku oraz do Narodowego Związku Pisarzy Ukrainy od 2014 roku.
Jej mężem jest Jurij Perohanycz, założyła z nim internetowy portal artystyczny Ukrainka. Mieszka z rodziną w Kijowie.

## Nagrody
- Międzynarodowa Nagroda Literacka im. Iwana Koszeliwcia(inne języki) (2012)[2]
- Nagroda Kornijczukowśka(inne języki)  w kategorii „scenariusz filmu i dramatu dla dzieci i młodzieży” (2014)[2]

## Twórczość
- Ідуть дощі trl. Ìdutʹ doŝì (poezje, 1996)[2]
- Берег любові trl. Bereg lûbovì (poezje, 2012)
- Із саду — дві стежини: художньо-документальна повість, етюди trl. Ìz sadu — dvì stežini: hudožnʹo-dokumentalʹna povìstʹ, etûdi (2012)[2]
- Ліки для душі trl. Lìki dlâ dušì (poezje, 2013)[2]
- Іриси для коханого: етюди trb. Irysy dla kochanoho: etiudy trl. ìrisi dlâ kohanogo: etûdi (2014)[2]
- Я твоя trl. Â tvoâ (współautor: Wasyl Storonśkyj, 2014)[2]
- Теплі мамині казки: вірші для дошкільного віку trl. Teplì maminì kazki: vìršì dlâ doškìlʹnogo vìku (2014)[2]
- Осінь дорослої жінки: поезія, п’єси, твори в перекладі іншими мовами trl. Osìnʹ dorosloï žìnki: poezìâ, p’êsi, tvori v perekladì ìnšimi movami (poezje i dramaty, 2016)[1]
- Назустріч сонечку : оповідання, для дошкільного і молодшого шкільного віку trb. Nazustricz soneczku : opowidannia, dla doszkilnoho i mołodszoho szkilnoho wiku trl. Nazustrìč sonečku : opovìdannâ, dlâ doškìl′nogo ì molodšogo škìl′nogo vìku (proza, 2017)[1]
- Бумеранг: оповідання trl. Bumerang: opovìdannâ (proza, 2017)[1]
- Коли приходить любов, або щастя після нещастя: повість для дітей середнього та старшого шкільного віку trl. Koli prihoditʹ lûbov, abo ŝastâ pìslâ neŝastâ: povìstʹ dlâ dìtej serednʹogo ta staršogo škìlʹnogo vìku (proza, 2018)[1]
- Зіркові казки trl. Zìrkovì kazki (współautor: Inna Kowalczuk; książka dla dzieci wydana alfabetem Braille’a, 2021)[3]